# Thézan-des-Corbières
Thézan-des-Corbières är en kommun i departementet Aude i regionen Occitanien  i södra Frankrike. Kommunen ligger i kantonen Durban-Corbières som ligger i arrondissementet Narbonne. År 2022 hade Thézan-des-Corbières 568 invånare.

## Befolkningsutveckling
Antalet invånare i kommunen Thézan-des-Corbières
Referens: INSEE